# Juli Ashton
Pour les articles homonymes, voir Ashton.
Juli Ashton, née le 5 octobre 1968 à Colorado Springs, est une actrice pornographique américaine.

## Biographie
Après avoir été diplômée de l'université d'État du Colorado en espagnol et en histoire, elle enseigne l'espagnol au collège.
En 1990, elle commence à apparaître dans des films pour adultes. En parallèle, elle pose pour divers magazines de charme et elle travaille en tant que stripteaseuse.
Elle joue aussi dans le film Capitaine Orgazmo.
Elle travaille aujourd'hui dans une émission de radio de Playboy.

## Récompenses
- 1996 : XRCO Award Female Performer of the Year
- 1997 : AVN Award Meilleure actrice dans un second rôle - Vidéo (Best Supporting Actress - Video) pour Head Trip[1]
- 2011 : XRCO Hall of Fame[2]